# 재닛 린
재닛 린 노위키(영어: Janet Lynn Nowicki, 1953년 4월 6일 ~ )는 미국의 피겨 스케이팅 선수이다. 그녀는 1972년 올림픽에서 동메달을 땄다.

## 선수 경력
린은 걸을 수 있을 만큼 빨리 스케이트를 배우기 시작했다. 재닛은 록 포드에 있는 중학교에 다녔다. 재닛은 항상 이름 변경에 대해 솔직했다. 자신의 마음에서 그녀의 이름은 여전히 노위키였다. 1964년에 그녀는 미국 피겨 스케이팅 협회가 엄격하게 관리한 8번째이자 마지막 시험을 통과할 수 있는 젊은 스케이트 선수가 되었고, 2년후 그녀는 캘리포니아주 버클리에서 열린 전미국 선수권 대회 여자 주니어 부문에서 우승을 차지했다. 그 대회에서 그녀는 당시 여자 스케이트 선수가 거의 실시하지 않은 트리플 살코 점프에 도전했다. 이후 몇년 동안 그녀는 그녀의 프로그램에 트리플 토 루프를 포함한 최초의 여자 스케이트 선수였다. 당시 그녀는 14세였고, 그것은 재닛의 첫 주요 국제 대회였다. 또한 그녀는 1968년에 그녀의 생애 첫 세계 선수권 대회에서 9위를 했다. 린은 1969년 미국 피겨 스케이팅 선수권 대회 시니어 부문에서 우승했다. 그해에 그녀는 북미 선수권 대회에서 캐나다의 캐런 매그너슨에게 이겼다. 그녀는 매그너슨과 체코 슬로바키아의 하나 마슈코바가 부상으로 불참했지만 세계 선수권 대회에서 5위를 했다. 동독의 가브리엘 세이페르트가 금메달을 따는동안, 그녀는 줄리 린 홈즈에게 뒤떨어졌다. 그녀는 프리 스케이팅에서 우승하고, 그녀의 마지막 현역 무대에서 은메달을 따기위해 움직였다.

## 같이 보기
- 피겨 스케이팅
- 1972년 동계 올림픽
- 세계 피겨 스케이팅 선수권 대회